# R136a1
R136a1 eller RMC 136a1, är en ensam stjärna och en Wolf-Rayet-stjärna belägen i Stora magellanska molnet (LMC) i södra delen av stjärnbilden Svärdfisken. Den ligger i mitten av R136, den centrala koncentrationen av stjärnor i den stora öppna stjärnhopen NGC 2070 i Tarantelnebulosan (30 Doradus). Den har en skenbar magnitud av ca 12,23 och kräver ett kraftfullt teleskop för att kunna observeras. Den beräknas befinna sig på ett avstånd av ca 163 000 ljusår (ca 50 000 parsec).

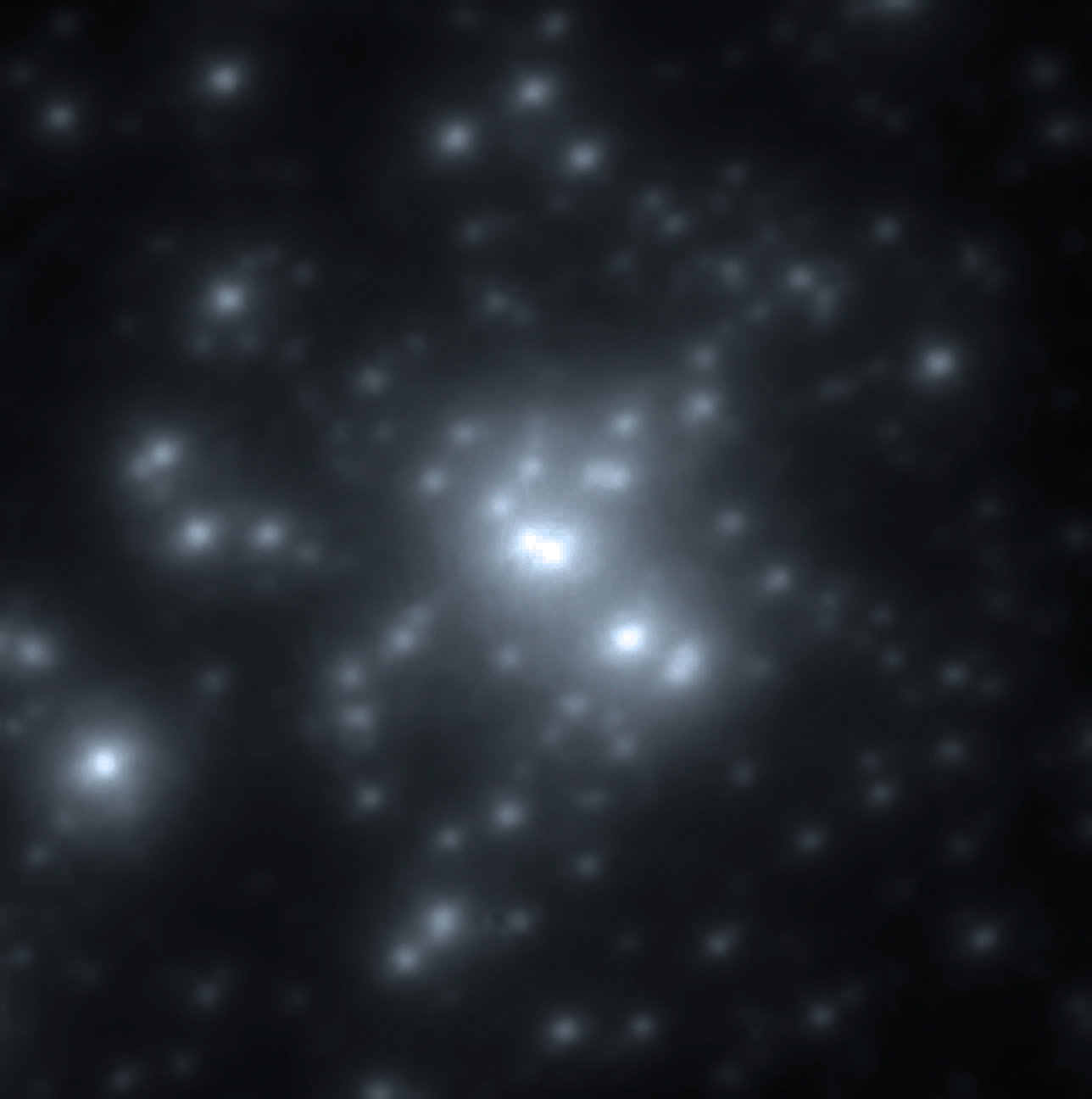
En nära-infraröd bild av R136-hopen. R136a1 är i mitten med R136a2 i närheten, R136a3 under till höger och R136b till vänster. Foto: ESO/VLT

## Observation
År 1960 gjorde en grupp astronomer som arbetade vid Radcliffeobservatoriet i Pretoria systematiska mätningar av ljusstyrkan och spektra för ljusa stjärnor i Stora magellanska molnet (LMC). Bland objekten som katalogiserades var RMC 136 (Radcliffe-observatoriets Magellanic Cloud-katalognummer 136), den centrala "stjärnan" i Tarantelnebulosan, som observatörerna drog slutsatsen att förmodligen vara ett multipelstjärnsystem. Efterföljande observationer visade att R136 var belägen i mitten av ett gigantiskt område av joniserat interstellärt väte, känt som en HII-region, som var ett centrum för intensiv stjärnbildning i omedelbar närhet av de observerade stjärnorna.
År 1979 användes ESO:s 3,6 m teleskop för att lösa upp R136 i tre komponenter; R136a, R136b och R136c. Den exakta naturen hos R136a var oklar och föremål för intensiv diskussion. Uppskattningar om att ljusstyrkan i den centrala regionen skulle kräva så många som 100 heta stjärnor i O-klassen inom en halv parsec i mitten av stjärnhopen ledde till spekulationer om att en stjärna 3 000 gånger solens massa var den mer troliga förklaringen.
Den första demonstrationen av att R136a var en stjärnhop gavs av Weigelt och Beier 1985. Med hjälp av speckle-interferometriteknik visades R136a bestå av 8 stjärnor inom 1 bågsekund i mitten av stjärnhopen, med R136a1 som den ljusaste.

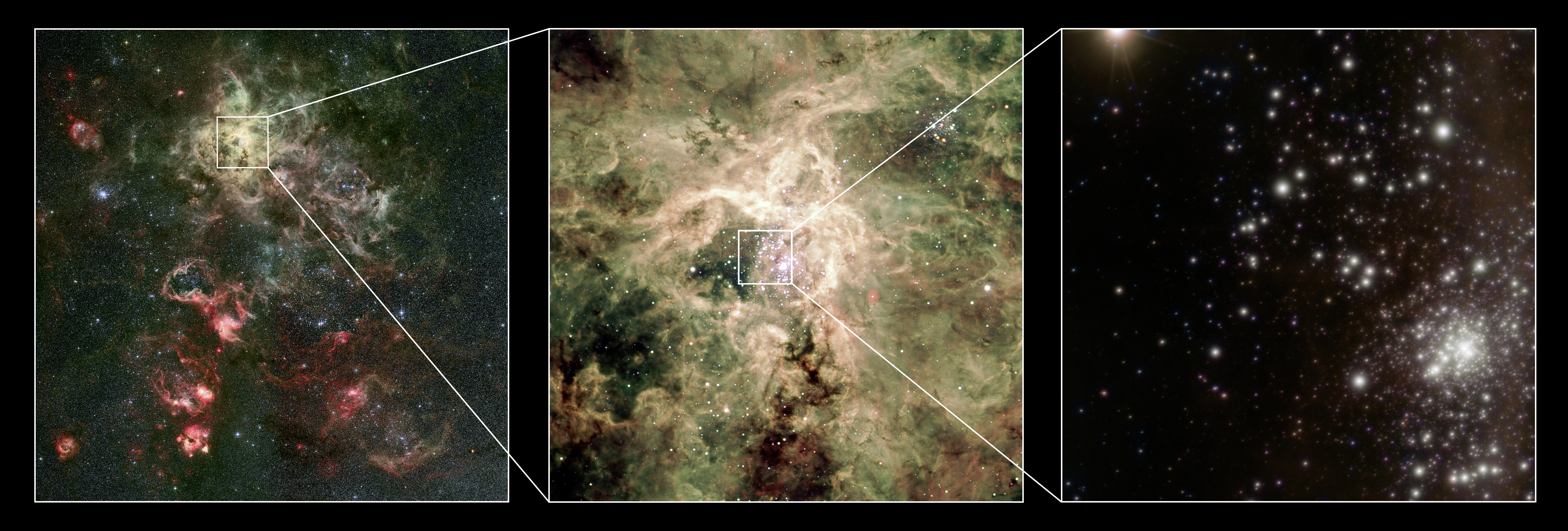
Inzoomning från Tarantelnebulosan till R136-klustret, med R136a1/2/3 synlig som den knappt lösta knuten längst ner till höger

Den slutliga bekräftelsen av R136a:s natur kom genom rymdteleskopet Hubble. Dess Wide Field and Planetary Camera (WFPC) löste upp R136a i minst 12 komponenter och visade att R136 innehöll över 200 starkt lysande stjärnor. Den mer avancerade WFPC2 möjliggjorde studiet av 46 massiva lysande stjärnor inom en halv parsec av R136a och över 3 000 stjärnor inom en radie på 4,7 parsec.